# Книжный блок

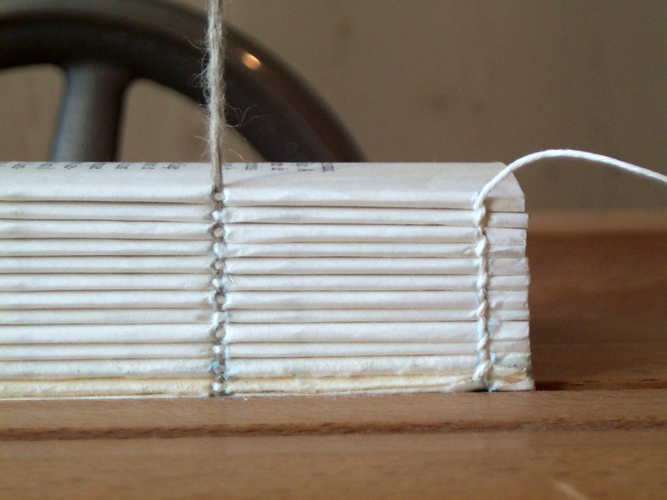
Сшитые тетради книжного блока

Книжный блок — комплект тетрадей или листов, скреплённых в заданной последовательности, подготовленный для вставки в переплётную крышку или обложку. Представляет собой основную часть издания и содержит все элементы будущей книги (вклейки, форзацы, вкладки, ляссе и т. п.).
Формирование книжного блока включает два основных этапа: комплектовку и скрепление. Под комплектовкой понимается собирание всех тетрадей или листов книжного блока в определённом порядке, под скреплением — соединение всех элементов блока воедино. Для последнего могут применяться шитьё (нитками или проволокой), склеивание и, реже, механические способы (винты, заклёпки, спирали и т. п.). Характер обработки книжного блока зависит от его толщины и типа покрытия издания.
Книжный блок изготавливается отдельно от переплётной крышки и обложки; сборка осуществляется лишь в самом конце брошюровочного процесса. Для вставки книжного блока в переплётную крышку форзацы приклеиваются к первой и последней тетрадям.
До помещения книжного блока в переплётную крышку производится его обрезка, то есть срезка фальцев и кромок листов тетрадей у нижнего, верхнего и переднего торцов книжного блока. Иногда обрез, особенно верхний, окрашивают или золотят, что предохраняет его от пыли и делает менее заметным старение бумаги.
От обработки книжного блока во многом зависят прочность, долговечность и срок службы издания.